# 산호세델과비아레

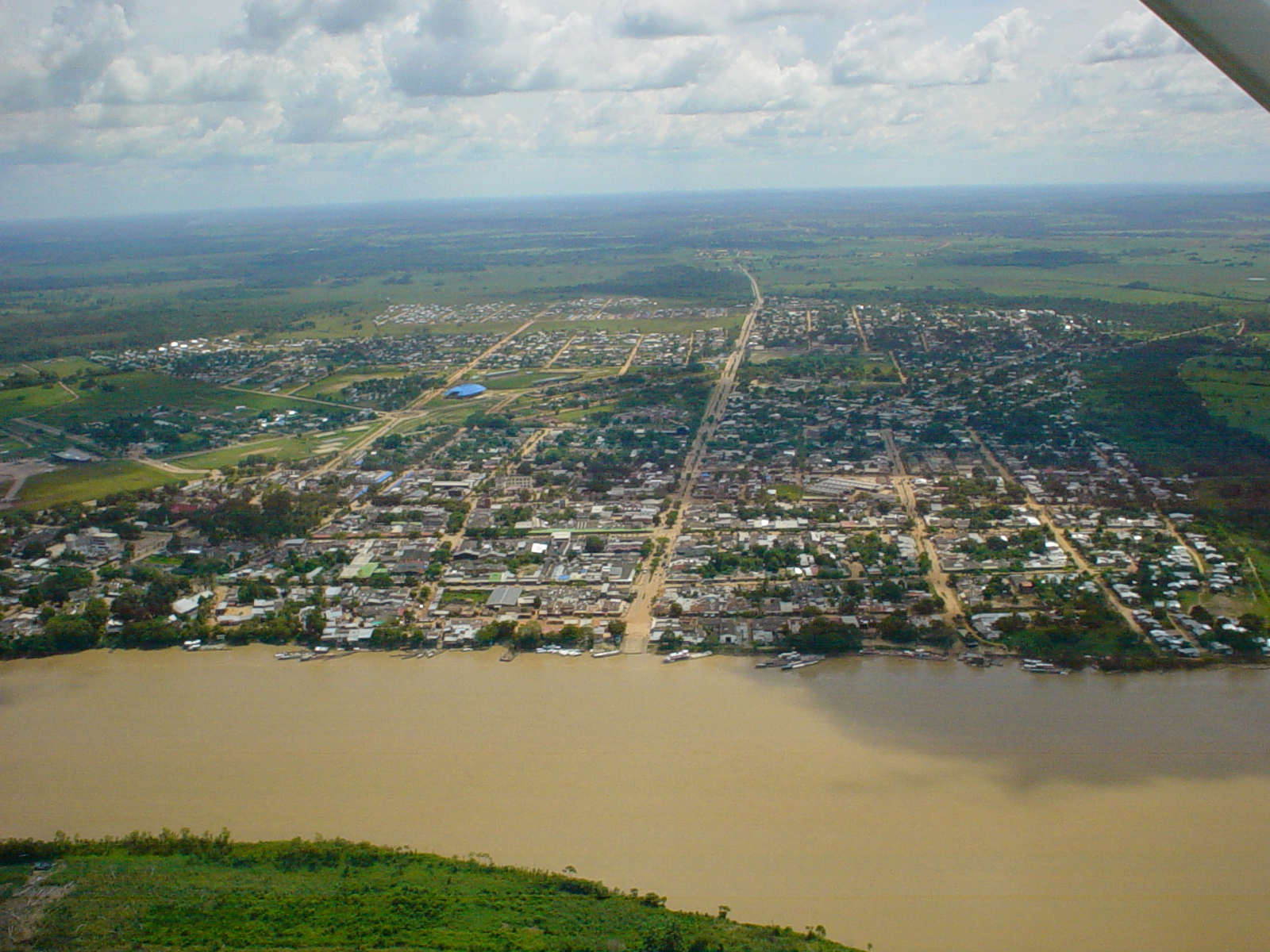
산호세델과비아레

산호세델과비아레(San José del Guaviare)는 콜롬비아 과비아레 주의 주도이다.